# 卡克里克遺址
卡克里克遗址，又译若羌遗址，是位於今新疆維吾爾自治區若羌縣東五里處的考古遺址。
卡克里克遺址曾是歷史上鄯善國（樓蘭）的中心，卡克里克遺址與米蘭遺址對應扜泥（上古汉语：*ʔˤa C.nˤ[əj]/qʷaː niːl）、伊循（上古汉语：*ʔij sə.lu[n]/*qlil ljun）這兩座古代都城，但具體這兩個遺址對應的是哪一座都城至今仍然是個謎。

## 历史
卡克里克遗址是楼兰/鄯善的首都，至少可追溯到西汉。
在西汉晚期与东汉，鄯善的首都是扜泥，被认为位于现在的若羌镇附近。
探险家、考古学家马尔克·奥莱尔·斯坦因在1906年发现了卡克里克遗址，其坐落在叫做罗布泊的盐盘旁的小绿洲。整片地区只有约500户人家，还有叫做“loplik”的半游牧渔民。
645年，玄奘在取经的返程途经“纳缚波”城；13世纪，马可波罗途经了“lop”。斯坦因认为这两处都是卡克里克。斯坦因写道，有“确凿证据”表明，玄奘时卡克里克是地区性的中心城镇。

## 描述
历史上的不同时期，卡克里克曾是和田到敦煌的丝绸之路南线的最后一站。还有一条古道向北穿越塔克拉玛干沙漠通往库尔勒。若羌东北部有重要的米兰遗址。
现代，若羌镇是个“小而繁忙的地方”，只有非常基本的住宿条件，是游览米兰遗址的方便跳板。
卡克里克以南是巍峨的阿尔金山脉，那里一处大型自然保护区内，普氏野马正从动物园饲养的种群中重新引入。